# Nil Tusquets de Cabirol
Nil Tusquets de Cabirol (? - Sant Cugat del Vallès, 11 de setembre de 1996) fou un arquitecte català, membre del GATCPAC.

## Biografia
Fill de l'escriptor Enric Tusquets Tresserra (1872-1951) i Rosa Cabirol Nadal i germà del fotògraf afeccionat Joaquim Tusquets de Cabirol. Fou arquitecte municipal de Castelldefels des de 1960 fins al 1969.

## Obra
- Reconstrucció de l'església de Sant Martí del Clot de Barcelona (1943).[6]
- Casa d'habitatges al Passeig de la Bonanova, 77-87 (1946).[7]
- Reconstrucció de l'església de Santa Maria de Castelldefels (1948).[8]
- Reforma de la planta baixa de l'edifici d'habitatges al carrer Rosselló, 36 (Barcelona), de Josep Lluís Sert (1948).[9]
- Sala Aixelá, a la Rambla de Catalunya de Barcelona (1959).[10]
- Església de Santa Eulàlia, al barri de Bellamar de Castelldefels (1962).[11]